# 寺嶋英志
寺嶋 英志（てらしま ひでし、1941年 - ）は、日本の翻訳家。

## 経歴
1941年、旧満州（奉天）生まれ。京都大学大学院理学研究科博士課程修了。海外での石油探鉱開発の仕事に約30年間従事したのち、浜松大学非常勤講師、日本エネルギー経済研究所客員研究員を勤め、一般科学書の翻訳を行う。白亜紀の終幕の論争の跡を克明にたどり科学革命=パラダイムシフトの瞬間を生々しく描き出した『白亜紀に夜がくる』の翻訳をはじめとし、数学や物理学、自然科学全般にわたる幅広い翻訳書がある。
娘は作家の井嶋ナギ。

## 翻訳
- 『白亜紀に夜がくる - 恐竜の絶滅と現代地質学』（ジェームス・ローレンス・パウエル(James Lawrence Powell)、　瀬戸口烈司共訳、青土社） 2001
- 『見えざる敵ウイルス - その自然誌』（ドロシー・H・クローフォード(Dorothy H. Crawford)、青土社） 2002
- 『時間とは何か』（チャールズ・H・ホランド(Charles Hepworth Holland)、青土社） 2002
- 『ファイア 火の自然誌』（スティーヴン・J・パイン(Stephen J. Pyne)、青土社） 2003
- 『エネルギーの発見』（キース・J・レイドラー(Keith J. Laidler)、青土社） 2004
- 『プリンストン高等研究所物語』（ジョン・L・カスティ(John L. Casti)、青土社） 2004
- 『宇宙はなぜ美しいのか - 科学と感受性』（キース・J・レイドラー、青土社） 2005
- 『宇宙がわかる17の方程式 - 現代物理学入門』（サンダー・バイス(Sander Bais)、青土社） 2006
- 『世界でもっとも美しい10の数学パズル』（マーセル・ダネージ(Marcel Danesi)、青土社） 2006
- 『数をめぐる50のミステリー』（ジョージ・G・スピロ、青土社） 2007
- 『数が世界をつくった - 数と統計の楽しい教室』（I.バーナード コーエン(I.Bernard Cohen)、青土社） 2007
- 『現代物理学がわかる10章』（メンデル・サックス、青土社） 2008
- 『数学の20世紀 - 解決された30の難問』（ピエルジォルジョ・オディフレッディ(Piergiorgio Odifreddi)、青土社） 2009
- 『数学オリンピックチャンピオンの美しい解き方』（テレンス・タオ、青土社） 2010
- 『数と正義のパラドクス 頭の痛い数学ミステリー』（ジョージ・G・スピロ、青土社） 2011